# دائرة تقرت
تقرت هي إحدى دوائر ولاية تقرت وتضم إداريا كلا من بلديات تقرت ، النزلة ، تبسبست و الزاوية العابدية. تتميز بطابع صحراوي. تغطي بساتين النخيل جزءا كبيرا من مساحتها. وتعتبر من أكبر التجمعات السكانية في منطقة وادي ريغ. و تبعد تقرت عن مقر العاصمة بـ: 620 كلم، كما أنها تقع في منطقة إستراتيجية بحيث يمر وسطها الطريق الوطني رقم 3 الرابط بين ولاية بسكرة و ولاية جانت ، وينتهي بها خط السكة الحديدية الذي أنشئنه السلطة الاستعمارية في 2 ماي 1914م بحضور الحاكم العام لوطوا ووزيرا الحربية والمالية.

## الموقع الإداري والجغرافي
تقع منطقة تقرت في إقليم وادي ريغ والذي هو عبارة عن منخفض مستطيل الشكل يتراوح طوله حوالي 160كلم، وعرضه ما بين30و40 كلم، ويبدأ شمالا من عين الصفراء قرب بلدة أم الطيور، وينتهي جنوبا بقرية (القوق) قرب بلدة عمر جنوب تقرت.